# Bobu (okręg Aluta)
Bobu – wieś w Rumunii, w okręgu Aluta, w gminie Osica de Jos. W 2011 roku liczyła 221 mieszkańców.